# Neah Bay
Neah Bay az Amerikai Egyesült Államok északnyugati részén, Washington állam Clallam megyéjében elhelyezkedő település.
Neah Bay önkormányzattal nem rendelkező, úgynevezett statisztikai település; a Népszámlálási Hivatal nyilvántartásában szerepel, de közigazgatási feladatait Clallam megye látja el. A 2010. évi népszámlálási adatok alapján 865 lakosa van.
A Makah Museumban az 1750-es földcsuszamlás által részben betemetett indián faluból származó leleteket állítottak ki. A hajók zátonyra futása és a lehetséges olajszivárgás megakadályozásához a Juan de Fuca-szoros nyugati részén 1999 óta vontatójármű állomásozik.

## Története
A település nevét a Neah-öbölről kapta; „Neah” kifejezés Dee-ah törzsfőnök (klallamul Neah) nevéből ered. Az öblöt Manuel Quimper Alonso Núñez de Haro y Peralta, Új-Spanyolország alkirálya tiszteletére Bahía de Núñez Gaonának keresztelte. 1792-ben Salvador Fidalgo erőd kiépítésébe kezdett, de a felszereléseket egy év múlva máshova szállították. Az amerikai kereskedők a helyet Szegénység-öbölnek nevezték. Charles Wilkes expedíciója 1841-ben érkezett a térségbe; Wilkes az öbölnek az expedíciót segítő James Scarborough kapitány tiszteletére a Scarborough nevet adta. A Neah elnevezést („Neeah” formában) először Henry Kellett kapitány használta.
1929-ben a Neah Bay Dock Company kikötőt és szállót tartott fenn.

## Éghajlat

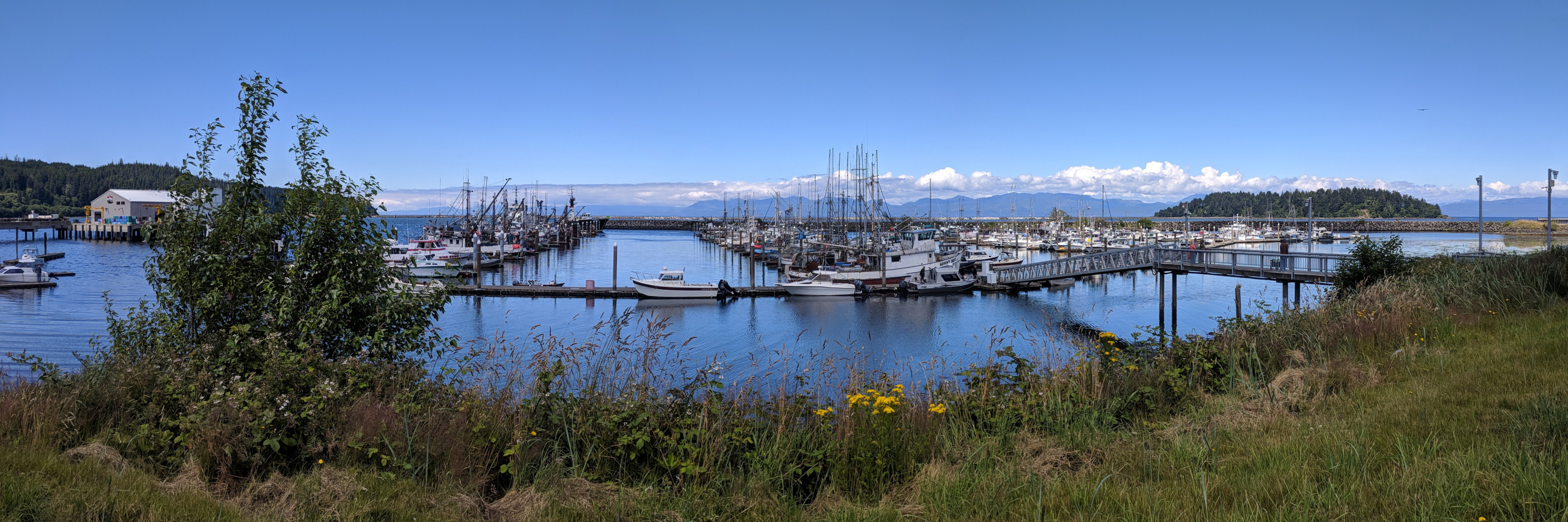
A Makah-kikötő a Neah-öbölben

A település éghajlata óceáni (a Köppen-skála szerint Cfb).
| Hónap                         | Jan.  | Feb. | Már. | Ápr. | Máj. | Jún. | Júl. | Aug. | Szep. | Okt. | Nov. | Dec.  | Év    |
| ----------------------------- | ----- | ---- | ---- | ---- | ---- | ---- | ---- | ---- | ----- | ---- | ---- | ----- | ----- |
| Rekord max. hőmérséklet (°C)  | 17,8  | 17,8 | 19,4 | 23,9 | 27,2 | 27,8 | 26,7 | 25,6 | 26,7  | 25,0 | 20,0 | 16,1  | 27,8  |
| Átlagos max. hőmérséklet (°C) | 7,4   | 8,2  | 8,9  | 10,8 | 12,8 | 14,3 | 15,3 | 15,4 | 15,1  | 13,2 | 10,4 | 8,6   | 11,7  |
| Átlaghőmérséklet (°C)         | 5,6   | 6,2  | 6,7  | 8,5  | 10,4 | 12,1 | 13,1 | 13,2 | 12,6  | 11,1 | 8,4  | 6,8   | 9,6   |
| Átlagos min. hőmérséklet (°C) | 3,7   | 4,2  | 4,6  | 6,2  | 8,2  | 9,9  | 10,8 | 11,0 | 10,2  | 8,9  | 6,4  | 4,9   | 7,4   |
| Rekord min. hőmérséklet (°C)  | −10,0 | −6,7 | −3,9 | 0,6  | 2,8  | 6,1  | 7,2  | 7,2  | 6,1   | 0,6  | −7,2 | −10,0 | −10,0 |
| Átl. csapadékmennyiség (mm)   | 269   | 226  | 206  | 134  | 75   | 69   | 58   | 52   | 89    | 212  | 279  | 309   | 1978  |
| Forrás: Weatherbase           |       |      |      |      |      |      |      |      |       |      |      |       |       |

## Nevezetes személyek
- Ben Johnson, a makah törzsi tanács egykori elnöke[10]
- Robert „Bob” Greene Sr., indián világháborús veterán[11]
- Edward Eugene Claplanhoo, a makah törzsi tanács egykori elnöke[12]
- Israel Keyes, sorozatgyilkos[13]
- Peter DePoe, a Redbone dobosa[14]

## Fordítás
- Ez a szócikk részben vagy egészben  a   Neah Bay, Washington című angol Wikipédia-szócikk ezen változatának fordításán alapul.  Az eredeti cikk szerkesztőit annak laptörténete sorolja fel. Ez a jelzés csupán a megfogalmazás eredetét és a szerzői jogokat jelzi, nem szolgál a cikkben szereplő információk forrásmegjelöléseként.